# Philip Glenister
Pour les articles homonymes, voir Glenister.
 (mars 2023).
La mise en forme du texte ne suit pas les recommandations de Wikipédia : il faut le « wikifier ».
Les points d'amélioration suivants sont les cas les plus fréquents. Le détail des points à revoir est peut-être précisé sur la page de discussion.
- Les titres sont pré-formatés par le logiciel. Ils ne sont ni en capitales, ni en gras.
- Le texte ne doit pas être écrit en capitales (les noms de famille non plus), ni en gras, ni en italique, ni en « petit »…
- Le gras n'est utilisé que pour surligner le titre de l'article dans l'introduction, une seule fois.
- L'italique est rarement utilisé : mots en langue étrangère, titres d'œuvres, noms de bateaux, etc.
- Les citations ne sont pas en italique mais en corps de texte normal. Elles sont entourées par des guillemets français : « et ».
- Les listes à puces sont à éviter, des paragraphes rédigés étant largement préférés. Les tableaux sont à réserver à la présentation de données structurées (résultats, etc.).
- Les appels de note de bas de page (petits chiffres en exposant, introduits par l'outil «  Source ») sont à placer entre la fin de phrase et le point final[comme ça].
- Les liens internes (vers d'autres articles de Wikipédia) sont à choisir avec parcimonie. Créez des liens vers des articles approfondissant le sujet. Les termes génériques sans rapport avec le sujet sont à éviter, ainsi que les répétitions de liens vers un même terme.
- Les liens externes sont à placer uniquement dans une section « Liens externes », à la fin de l'article. Ces liens sont à choisir avec parcimonie suivant les règles définies. Si un lien sert de source à l'article, son insertion dans le texte est à faire par les notes de bas de page.
- La présentation des références doit suivre les conventions bibliographiques. Il est recommandé d'utiliser les modèles {{Ouvrage}}, {{Chapitre}}, {{Article}}, {{Lien web}} et/ou {{Bibliographie}}. Le mode d'édition visuel peut mettre en forme automatiquement les références.
- Insérer une infobox (cadre d'informations à droite) n'est pas obligatoire pour parachever la mise en page.

Pour une aide détaillée, merci de consulter Aide:Wikification.
Si vous pensez que ces points ont été résolus, vous pouvez retirer ce bandeau et améliorer la mise en forme d'un autre article.
Philip Glenister est un acteur britannique né le 10 février 1963 à Londres. 

## Biographie
Philip Glenister est le fils de John Glenister et Joan Fry Lewis, qui est d'origine galloise. Son père était réalisateur-metteur en scène pour la télévision britannique. Philip est le frère cadet de l'acteur Robert Glenister. 
Il a obtenu son diplôme d'études secondaires Hatch End. À 23 ans, il devient acteur publicitaire pour la télévision. Puis, sous l'influence de sa belle-sœur, l'actrice Amanda Redman, il se tourne vers le cinéma et la télévision. Pour ce faire, il intègre l'École Centrale de Discours et d'Art Dramatique, où il apprend le métier d'acteur. 
Philip Glenister est un grand amateur de golf et il aurait joué à un bon niveau (handicap 12). Également passionné de football, c'est un supporter d'Arsenal, implanté pas loin de sa ville natale Veldston. 
L'acteur dirige sa propre fondation de bienfaisance à Kingston-upon-Thames, qui vient en aide aux enfants atteints d'un cancer.
Son rôle le plus emblématique demeure celui du commissaire principal acariâtre Gene Hunt dans la série culte : Life on Mars et puis de son spin-off Ashes to Ashes.

## Filmographie

### Télévision
- 2003 : Jeux de pouvoir
- 2006 - 2007 : Life on Mars
- 2007 : Cranford
- 2008 - 2010 : Ashes to Ashes
- 2009 : Demons
- 2011-2013 : Mad dogs
- 2011 : Hidden
- 2012 : L'Île au trésor (Treasure Island)
- 2013 : Big School
- 2014 : D'une vie à l'autre (From there to here) : Daniel
- 2016 : Outcast : Révérend Anderson
- 2020 : Belgravia
- 2023 : Foundation : Argo
- 2023 : Steeltown Murders : Inspecteur Détective Paul Bethell

### Cinéma
- 2003 : Calendar Girls de Nigel Cole : Lawrence
- 2008 : Tuesday
- 2010 : Vous allez rencontrer un bel et sombre inconnu
- 2012 : Bel Ami